# Eva-Maria Stolberg
Eva-Maria Stolberg (* 1964) ist eine deutsche Historikerin.

## Leben
Nach ihrem Abitur studierte Stolberg Neuere Geschichte mit Schwerpunkt Osteuropäische Geschichte, Sinologie, Japanologie und Slavistik an der Rheinischen Friedrich-Wilhelms-Universität. Von 1988 bis 1991 war sie wissenschaftliche Mitarbeiterin am Seminar für Osteuropäische Geschichte. 1992 folgte ein Studienaufenthalt an der Universität Peking (Beida), 1993 ein Research Fellowship am Institut des Fernen Ostens (Moskau, Russische Akademie der Wissenschaften). 1996 promovierte sie über die sowjetisch-chinesischen Beziehungen während des Kalten Krieges (1945–1953). Ihre wesentlichen akademischen Mentoren waren Alexander Fischer, Rolf Trauzettel, Dieter Heinzig (ehemals Bundesinstitut für Ostwissenschaftliche Studien/Köln), Ru Ruizhen an der Peking University.
In der Zeit zwischen Promotion und Habilitation beschäftigte sie sich mit Themen der osteuropäischen Geschichte, insbesondere hinsichtlich der transkulturellen Beziehungen zu Ostasien. 2005 habilitierte sie sich am Seminar für Osteuropäische Geschichte der Universität Bonn mit dem Thema „Sibirien – Russlands Wilder Osten. Mythos und soziale Realität im 19. und 20. Jahrhundert“, gefördert durch verschiedene in- und ausländische Stipendien (Lise-Meitner-Habilitationsstipendium NRW, Canon-Foundation/Leiden). Schwerpunkt dieser Arbeit ist die russische Kolonial-/Imperialgeschichte am Beispiel Sibiriens unter globalen und transnationalen Fragestellungen (Bezug zu Inner- und Ostasien, zum Pazifischen Raum).
2007 erfolgte die Umhabilitierung an die Gerhard-Mercator-Universität Duisburg-Essen, wo sie ihren Schwerpunkt in globaler und transnationaler Geschichte im 19. und 20. Jahrhundert hat (Osteuropa, Russland/Sowjetunion, Inner- und Ostasien, USA, Pazifischer Raum). Bis 2012 war sie Redakteurin des Jahrbuches für Außereuropäische Geschichte (Periplus), Assistentin am Lehrstuhl für Außereuropäische Geschichte (Christoph Marx). Im deutschsprachigen Raum ist sie die Initiatorin der Russland-Asienstudien. 2012 machte Eva-Maria Stolberg eine Ausbildung zur Mediatorin (Schwerpunkt Wirtschaftsmediation) und erwarb am Hagener Institut für Managementstudien das European Business Certificate. Sie ist Mitglied in AcessAsia – National Bureau of Asian Research, Seattle. Seit 2019 ist sie Gutachterin bei der Max-Weber-Stiftung für asienspezifische Themen.

## Forschungsschwerpunkte
- Transnationale Geschichte (West- und Osteuropa),
- Globalgeschichte (Russland, Eurasien, Ostasien, Pazifischer Raum),
- Geschichtstheorien (frontier, spatial turn, historische Soziologie, globale Urbanität, Indigene Völker)

## Schriften
- Sibirien – Russlands Wilder Osten. Mythos und soziale Realität im 19. und 20. Jahrhundert. Beiträge zur Europäischen Geschichte. Hg. Markus A. Denzel, Hermann Hiery, Stuttgart 2009.
- Traugott von Stackelberg. Voljeni Sibir (Geliebtes Sibirien). Serbische Edition gemeinsam mit Milorad Sfronijevic, Belgrad 2009.
- Auf der Suche nach Eden. Kulturgeschichte des Gartens, Frankfurt a. M. 2008.
- Themenheft „Sibirische Völker“. Periplus. Jahrbuch für Außereuropäische Geschichte, Lit: Münster 2007.
- The Siberian Saga: A History of Russia’s Wild East. Frankfurt a. M./ New York 2005.
- Geschichte Russlands und der Sowjetunion. Kurseinheit 5: Sowjetisch-chinesische Beziehungen im 20. Jahrhundert, Fern-Universität Hagen, Lehrstuhl: Außereuropäische Geschichte Jürgen Osterhammel 1999.
- Stalin und die chinesischen Kommunisten. Eine Studie zur Entstehungsgeschichte der sowjetisch-chinesischen Allianz vor dem Hintergrund des Kalten Krieges. Quellen und Studien zur Geschichte des östlichen Europa, Band 48, Stuttgart 1997.

Mehr als 100 Artikel, Lexikonbeiträge und Beiträge für nationale und internationale Konferenzen, mehr als 50 Rezensionen zur osteuropäischen, asiatischen und nordamerikanischen Geschichte.